# Pariser Leben
„Pariser Leben“ ist eine französische Opera buffa (Operette) in fünf Akten des Komponisten Jacques Offenbach und der Librettisten Henri Meilhac und Ludovic Halévy. Ihre Uraufführung erlebte diese Operette am 31. Oktober 1866 im Théâtre du Palais-Royal in Paris. Auf den Tag genau ein Vierteljahr später, am 31. Januar 1867, ging im Wiener Carltheater die deutschsprachige Erstaufführung über die Bühne. Mit „Orpheus in der Unterwelt“ und „Die schöne Helena“ gehört „Pariser Leben“ zu Offenbachs populärsten Operetten.

## Entstehungsgeschichte
1867 fand in Paris die sechste Weltausstellung statt. Für die Stadt selbst war es nach 1855 bereits die zweite, sodass man aus den Erfahrungen gelernt hatte. Insbesondere konnten sich auch die Pariser Unterhaltungstheater frühzeitig auf das Ereignis einstellen. Jacques Offenbach und seine beiden Librettisten erhielten vom Théâtre du Palais-Royal den Auftrag, eine opéra-bouffe zu schreiben, die vom Stoff her dem Ereignis gerecht werden sollte. Die Männer machten sich rasch an die Arbeit und vollendeten sie bereits im Jahr vor der Weltausstellung. Die Uraufführung konnte daher schon am 31. Oktober 1866 stattfinden. Der Theaterdirektor sah dem Ereignis mit gemischten Gefühlen entgegen: Er befürchtete, das Stück werde wegen seines frivolen Charakters einen Skandal heraufbeschwören. Doch damit sollte er nicht recht behalten, stattdessen geriet die Uraufführung zu einem grandiosen Erfolg.

## Handlung
1. Akt – Bahnhofshalle in Paris
Die Lebemänner Raoul de Gardefeu und Bobinet Chicard sind früher Freunde gewesen, haben sich dann aber wegen einer gemeinsamen Liebschaft zerstritten. Jetzt sind sie wieder in dasselbe Mädchen verliebt, die rassige Metella. Jeder von ihnen wartet auf deren Ankunft. Kaum ist der Zug eingefahren, taucht die Schöne auch schon auf. Doch Bobinet und Gardefeu sind enttäuscht, als sie feststellen müssen, dass Metella von einem anderen Herrn begleitet wird und so tut, als kenne sie die beiden Kavaliere nicht. Dieser Umstand bewirkt aber, dass sie nun ihren Streit beilegen und wieder gemeinsame Sache machen möchten.

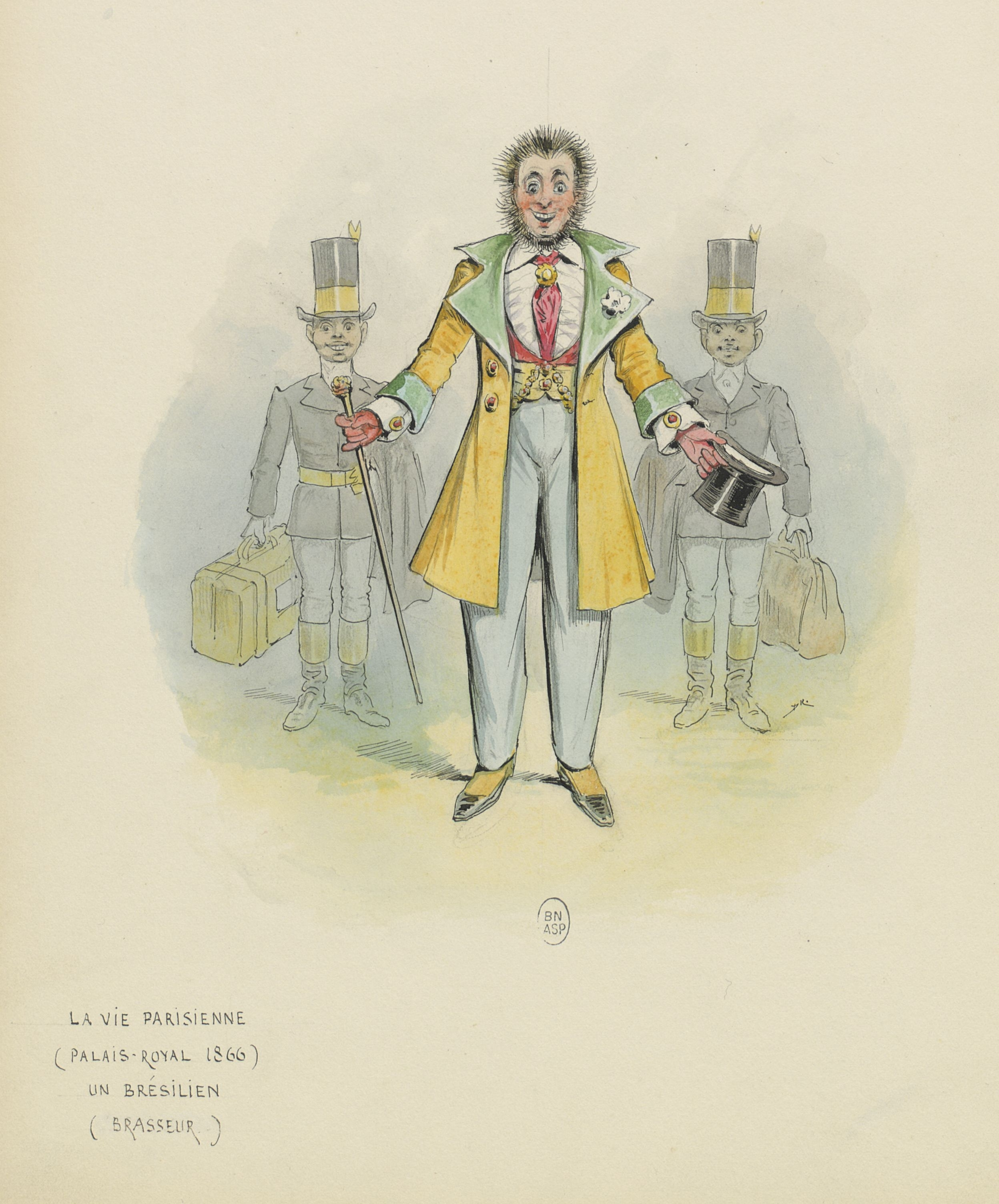
Pompa di Matadores begrüßt Paris

Gardefeus Blick fällt auf den Fremdenführer des Pariser Grandhotels. Er erkennt in ihm Joseph Partout, der früher einmal Hausdiener bei ihm war. Sie kommen miteinander ins Gespräch. Dabei erfährt Gardefeu, dass Partout einen schwedischen Baron namens Gondremark und dessen Gattin Christine erwartet. Sofort kommt Gardefeu die Idee, mit Partout dessen Rolle zu tauschen. Ein großes Trinkgeld verfehlt nicht seine Wirkung.
Baron Gondremarck ist ganz wild darauf, in Paris etwas Pikantes zu erleben. Seine Frau hingegen zieht es eher in die Oper, wo zurzeit eine berühmte Sängerin gastieren soll. Außerdem beabsichtigt sie, zwei Bekannte zu besuchen: Madame Quimper-Karadec und deren Nichte, Madame Folle-Verdure.
Noch einen weiteren Besucher, der aber erst im fünften Akt wieder einen Auftritt haben soll, hat es nach Paris verschlagen: Es ist der steinreiche Brasilianer Pompa di Matadores. Er stellt seinen Reichtum förmlich zur Schau, indem er mit Geld nur so um sich wirft.
2. Akt – Salon im Hause Gardefeus
Der Schuster Jean Frick und die Handschuhmacherin Gabrielle treffen ein, um von Gardefeu bestellte Waren abzuliefern. Kurz darauf kommt auch Gardefeu mit dem schwedischen Ehepaar. Diesem versucht er weiszumachen, bei seinem Anwesen handle es sich um eine Dependance des Grandhotels. Schon bei ihrer Ankunft auf dem Bahnhof hat sein Herz für die schöne Baronin zu schlagen begonnen, und nun träumt er davon, dass sich bald die Gelegenheit ergebe, mit ihr ein Techtelmechtel anzufangen.

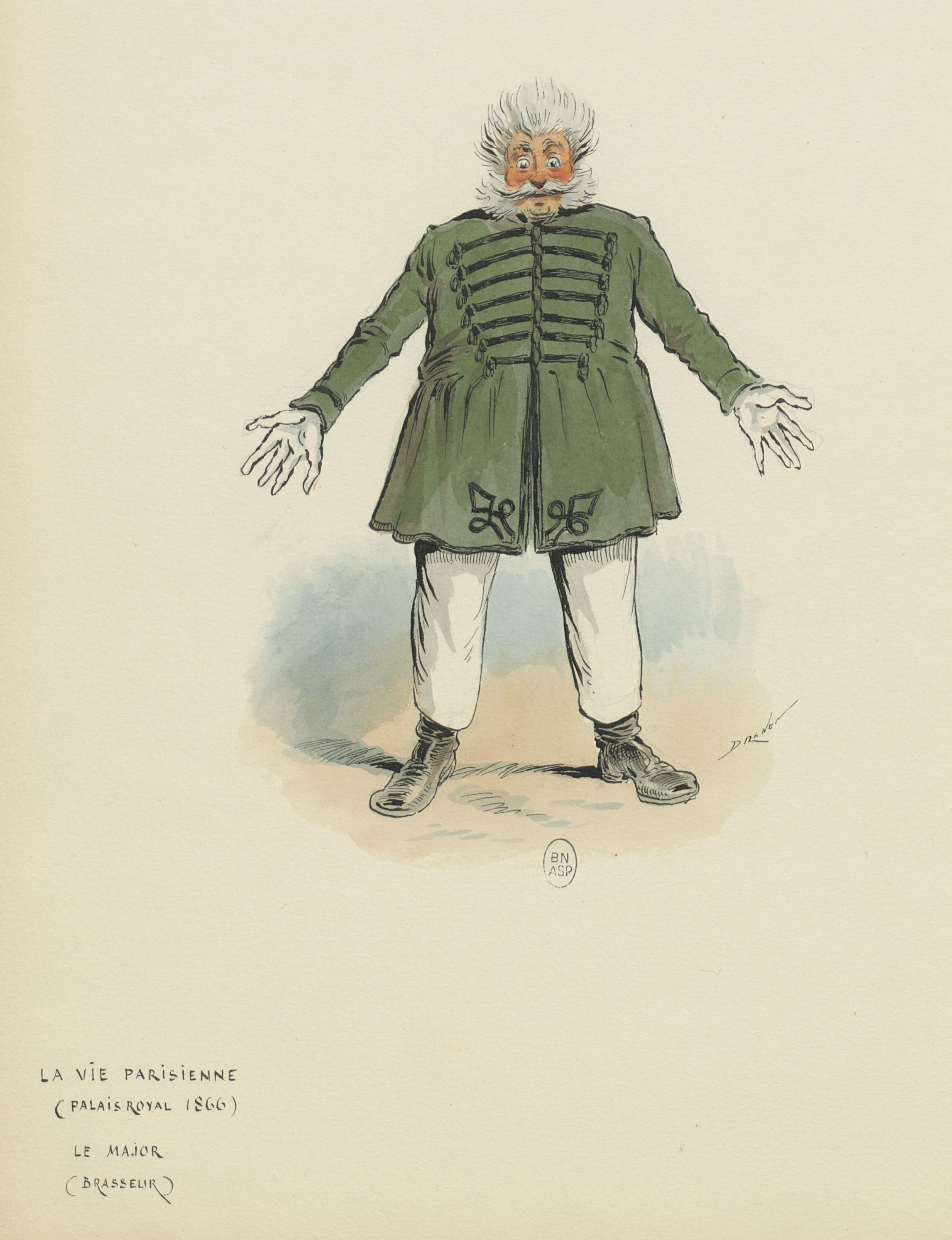
Schuster Frick als Major

Als Gondremark Gardefeu nach der Gästetafel fragt und diesem bewusst wird, dass er ja keine hochgestellten Gäste hat, kommt ihm die rettende Idee, den Schuster und die Handschuhmacherin zu überreden, noch ein paar ihrer Freunde zu holen und vornehme Herrschaften zu spielen. Unterdessen plant Bobinet, am morgigen Abend in der Wohnung seiner derzeit abwesenden Tante, Madame Quimper-Karadec, ein ähnliches Ereignis stattfinden zu lassen.
Endlich kommt auch die vom schwedischen Baron so sehnlichst erwartete Metella hinzu. (Sie war ihm von einem Freund, der früher einmal in Paris geweilt hatte, schriftlich empfohlen worden.) Eifersüchtig muss Metella feststellen, dass Gardefeu ein Auge auf die Schwedin geworfen hat. Als deren Gatte nun bei ihr anbandeln will, vertröstet sie ihn auf den folgenden Tag.
Gardefeu lädt zum Souper und kündigt die Gäste an: einen Major, hinter dessen Maske sich der Schuster Frick verbirgt, die verkleidete Handschuhmacherin Gabrielle als Witwe eines erst kürzlich verstorbenen Obersts, sowie etliche weitere „hochgestellte Herrschaften“. Schon bald herrscht eine ausgelassene Stimmung. Die trauernde Witwe vermag sich nicht mehr zu halten. Sie steigt auf den Tisch und stimmt ein fröhliches Tirolerlied an, das die verblüfften Schweden so sehr in ihren Bann zieht, dass sie glauben, es handle sich um ein typisch französisches Chanson.

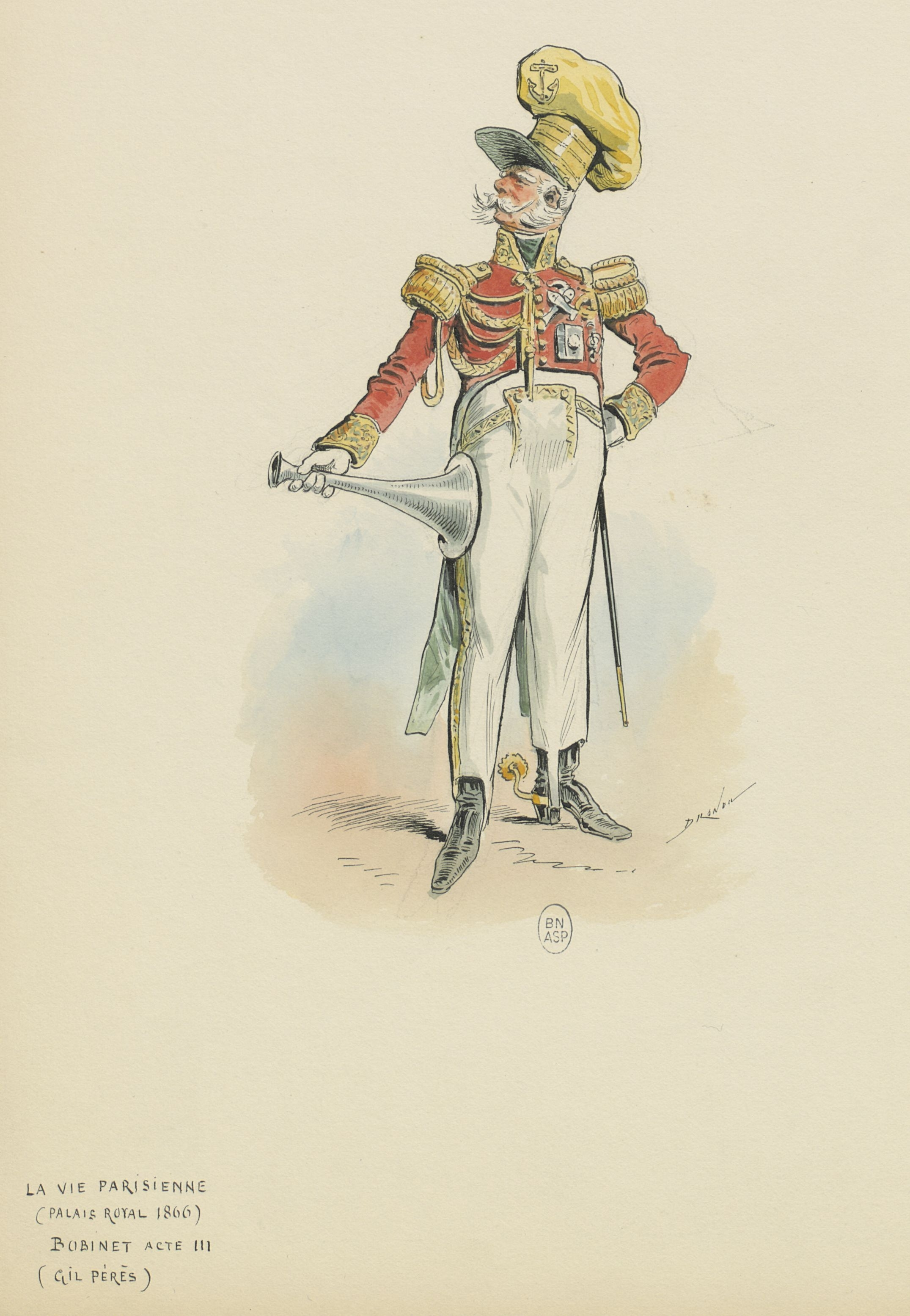
Bobinet als Admiral

3. Akt – Salon im Haus der Madame Quimper-Karadec
Bobinet hat irgendwo eine abgetragene Admiralsuniform aufgetrieben, in die er geschlüpft ist, und Stubenmädchen Pauline mimt dessen Frau, die „Admiralin“. Die Vorbereitungen für den Empfang des schwedischen Barons laufen auf Hochtouren. Wie am Vortag haben sich wieder viele einfache Handwerker und Bedienstete als vornehme Herrschaften verkleidet. Als Gondremark eintrifft, fühlt er sich erneut im Kreis von lauter hochgestellten Persönlichkeiten. Es dauert auch nicht lange, da fließt der Sekt in Strömen, und das Fest artet zu einer wahren Orgie aus. Der Schwede schwelgt im Glück und genießt das typische „Pariser Flair“.

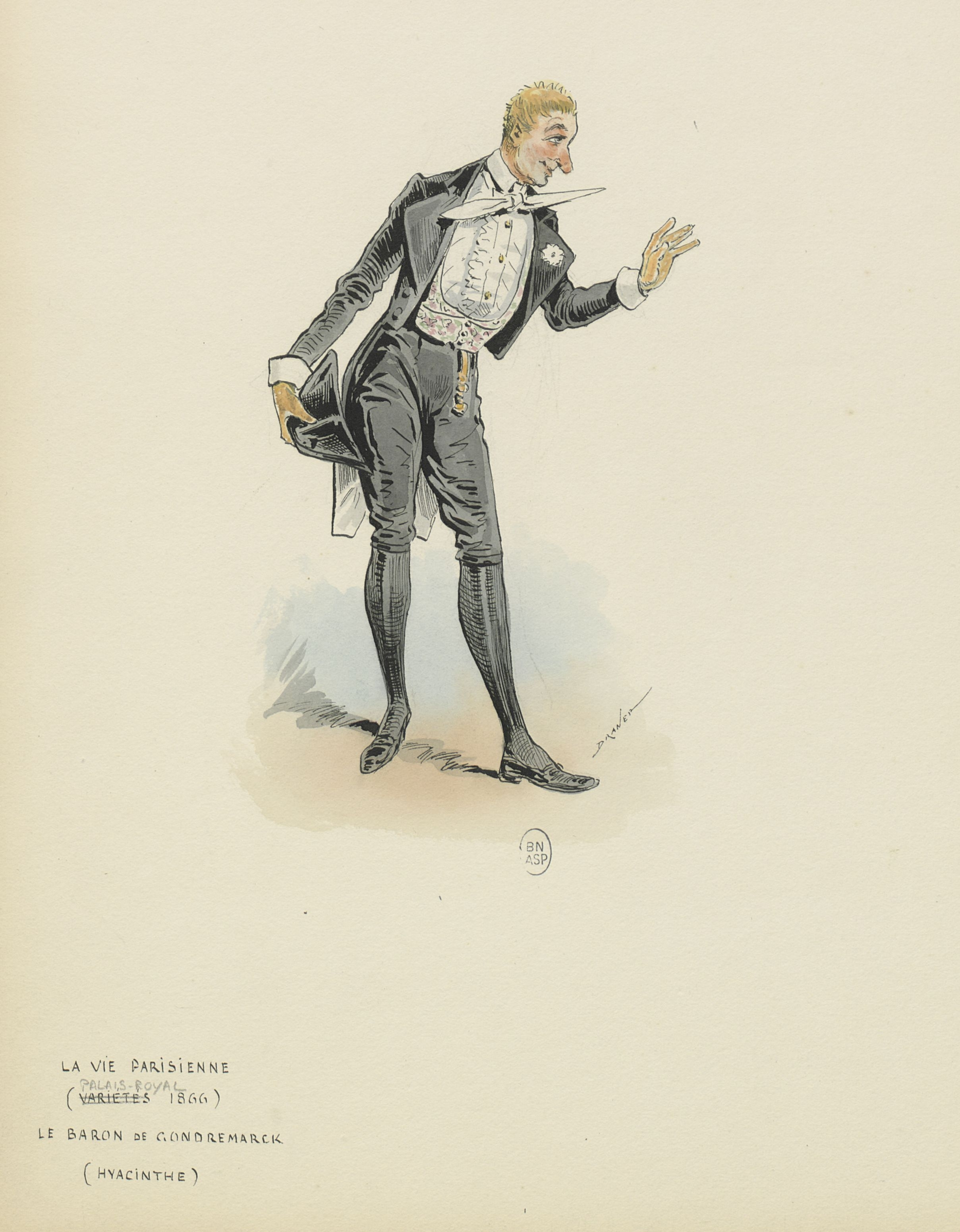
Baron de Gondremarck

4. Akt – Wieder im Salon bei Gardefeu
Christine von Gondremark kommt von ihrem Opernbesuch zurück. Gardefeu hat sie schon sehnlichst erwartet. Doch kaum hat sie den Salon betreten, schlägt die Glocke erneut an. Madame Quimper-Karadec und ihre Nichte haben erfahren, dass ihre Bekannte, die schwedische Baronin, in diesem Haus Unterkunft gefunden hat. Deshalb begehren die beiden Damen, eingelassen zu werden. Sie berichten der Baronin, ihre Reise habe ein vorschnelles Ende gefunden. Beim Anblick dessen, was in ihrer Wohnung geschehen sei, habe sie fast der Schlag getroffen. Deshalb hätten sie auch gleich die Polizei verständigt.
Christine von Gondremark schildert, während ihres Opernbesuches habe sie von Metella einen Brief bekommen, über dessen Inhalt sie schockiert sei; denn darin heiße es, dass sie und ihr Ehemann sowohl mit dem Fremdenführer als auch dem Hotelableger an der Nase herumgeführt worden seien. Aber nun beabsichtige sie, es Gardefeu gleichzutun. – Rasch tauschen Christine und Madame Quimper-Karadec ihre Kleider.
Gardefeu hält den Augenblick für günstig, um sich endlich der Baronin nähern zu können. Beim Versuch, sie zu küssen, lüftet sie rasch ihren Schleier, und Gardefeu fällt beim Anblick der alten Frau der Schreck in die Glieder. Diese verschwindet sogleich im Schlafgemach der Baronin.
Schließlich kehrt auch Baron Gondremark von seinem nächtlichen Streifzug in die „Dependance“ zurück. Als er seine vermeintliche schlafende Gattin küssen will, erwacht sie. Beide starren sich entsetzt an.
5. Akt – Festsaal im „Café Anglais“
Der schon vom ersten Akt her bekannte Brasilianer Pompa di Matadores hat zu einem rauschenden Fest geladen, und alle uns bisher schon bekannten Personen sind gekommen. Baron Gondremark sieht sich plötzlich drei maskierten Damen gegenüber, die ihren Spott mit ihm treiben. Als er nur noch mit einer von ihnen allein ist, nimmt diese ihre Maske ab. und er erkennt in ihr die alte Dame, die er in der vergangenen Nacht fast geküsst hätte.
Gondremark weiß inzwischen über Gardefeus Streiche Bescheid. In seiner Wut ist er nicht zu bremsen. Fast kommt es noch so weit, dass er sich mit Gardefeu zu duellieren gedenkt. Zum Glück hat Bobinet die Gabe, die Streithähne zu beruhigen.
Am Ende versöhnen sich alle und genießen das ausgelassene Pariser Leben.

## Musik
Das Orchester besteht aus zwei Flöten, zwei Oboen, zwei Klarinetten, zwei Fagotten, vier Hörnern, zwei Trompeten, drei Posaunen, zwei Batterien Schlagwerk und Streichern.
Auswahl:
- Nach Paris ergießen sich die Massen
- Olé, ich komme von Brasilien her
- Herein, du Mädchen, so zierlich und blond
- In dieser Stadt mit ihren Reizen
- Braten und Torten schneid ich auf
- Der Wagen wird nicht strapaziert
- Eine Naht ist hinten aufgeplatzt
- Herbei, herbei, esst alle mit
- Ich bin vor Freude wie benommen
- Nun herein mit frohen Sinnen
- Heissassa, so ist das Pariser Leben, Wonne, Frohsinn herrschet da!

## Gesamtaufnahmen (Auswahl)
in französischer Sprache
- Delair, Benoit, Valere, Renaud, Bertin, Paredes, Granval, Jean-Louis Barrault, Compagnie Renaud-Barrault, Großes Symphonie-Orchester unter André Girard, 1959
- Trempont, Sénéchal, Mesplé, Crespin, Coeurs et Orchestre du Capitole de Toulouse unter Michel Plasson EMI 1976

in deutscher Sprache
- Brokmeier, Dallapozza, Fuchs, Holm, Kreile, Bakker, Rothenberger, Hirte, Finke, Schary, Wewel, Chor des Bayerischen Rundfunks, Münchner Rundfunkorchester unter Willy Mattes – EMI 7243 5 65360 2 9
- Schramm, della Casa, Hallstein, Mira, Wisniewska, Chryst, Schirrmacher, Waechter, Gruber, Alexander, Katona, Schock, Unger, Mercker, Böhme, de Kowa,  Chor der Deutschen Oper Berlin, Berliner Symphoniker unter Franz Allers

## Verfilmung
Christian-Jaque verfilmte die Operette 1977 in einer französisch-deutschen Coproduktion. Unter seiner Regie spielten und sangen Bernard Alane, Jean-Pierre Darras, Martine Sarcey, Evelyne Buyle und Claire Vernet die Hauptrollen. Das Lexikon des internationalen Films meint dazu: „Konventionell und unkritisch inszenierter Kostümfilm, der an Jacques Offenbachs witzig-spritzige Satire auf das frivole Paris jener Zeit nicht heranreicht. Christian-Jaque enttäuscht hier sehr.“